# Ondřej Řepa
Ondřej Řepa z Greifendorfu a na Závišicích († 1596) byl jedním z nejznámějších novojičínských purkmistrů.

## Život
Původně sloužil jako úředník novojičínské vrchnosti Janu ml. z Žerotína v roce 1558. Od něho získal za své služby 29. května 1558 privilegium na výsadní obchod s voskem ve městě, z něhož zřejmě zbohatl. Po roce 1558 se stal městským písařem a celkem devětkrát byl zvolen purkmistrem (v letech 1567, 1568, 1578, 1581, 1583, 1587, 1588, 1591 a 1595). Vlastnil nejvýstavnější dům na novojičínském náměstí čp. 32 (20), později nazvaný Stará pošta, jenž sám nákladně vystavěl ve slohu italské renesance v roce 1563. Svůj predikát z Greifensdorfu získal 26. ledna 1566 s udělením erbovního měšťanství (získal erb a predikát, příslušníkem šlechty se ale nestal). V roce 1588 skoupil polovinu vesnice Závišice s dvorem Támovice. Ženat byl s Annou Bútovskou, dcerou fojta v Butovicích, a měl syny Eliáše (pozdějšího purkmistra) a Ondřeje a dcery Kateřinu, Marianu a Ludmilu.